# كليبر إدواردو أرادو
كليبر إدواردو أرادو (بالبرتغالية: Cléber Eduardo Arado‏) (11 أكتوبر 1972 في ساو جوزية دو ريو بريتو في البرازيل – 2 يناير 2021)؛ هو لاعب كرة قدم سابق كان يلعب كمهاجم.

## وصلات خارجية
- كليبر إدواردو أرادو على موقع رابطة كرة القدم اليابانية للمحترفين (اليابانية)
- كليبر إدواردو أرادو على موقع قاعدة بيانات كرة القدم.إي يو (الإنجليزية)
- كليبر إدواردو أرادو على موقع عالم كرة القدم.نت (الإنجليزية)